# Siarhei Rutenka
Siarhei Rutenka hviderussisk: Сяргей Аляксеевіч Рутэнка tr. Siarhej Aljaksejevitj Rutenka , russisk: Сергей Алексеевич Рутенко tr. Sergej Aleksejevitj Rutenko (født 29. august 1981 i Minsk, Hviderusland) er en hviderussisk håndboldspiller, der pr. 2012/13 spiller for FC Barcelona (håndbold) og for Hviderusland.